# Felicia filifolia
Felicia filifolia, es una planta que pertenece a la familia de las  asteraceas. Es originaria de Sudáfrica.

## Descripción
Las hojas son estrechas ( filifolia = hojas filiformes ) y agrupadas a lo largo de las ramitas. Cuando se encuentra en flor está densamente cubierto de flores liguladas que son de color rosa-malva y blanco, y floretes del disco que son de color amarillo.
La especie está muy extendida en zonas montañosas, y comúnmente se encuentran  entre las rocas. Se sospecha que causa una hemorragia al ser ingerido por las ovejas.

## Taxonomía
Felicia filifolia fue descrita por  (Vent.) Burtt Davy  y publicado en Ann. Transvaal Mus. iii. 122 (1912).
Sinonimia
- Aster chrysanthemifolius Hort. ex Steud.
- Aster bodkinii Compton
- Felicia teres Compton
- Fresenia fasciculata Bolus
- Aster filifolius Vent.
- Diplopappus filifolius (Vent.) DC.
- Diplopappus filifolius var. teretifolius (Less.) DC.
- Diplopappus teretifolius Less.
- Diplostephium filifolium (Vent.) Nees
- Diplostephium teretifolium (Less.) Nees
- Aster schaeferi Dinter
- Fresenia leptophylla DC.
- Aster schlechteri Compton
- Diplopappus elongatus DC.
- Diplopappus filifolius var. elongatus (DC.) Harv.[3]